# Japanische Faserbanane

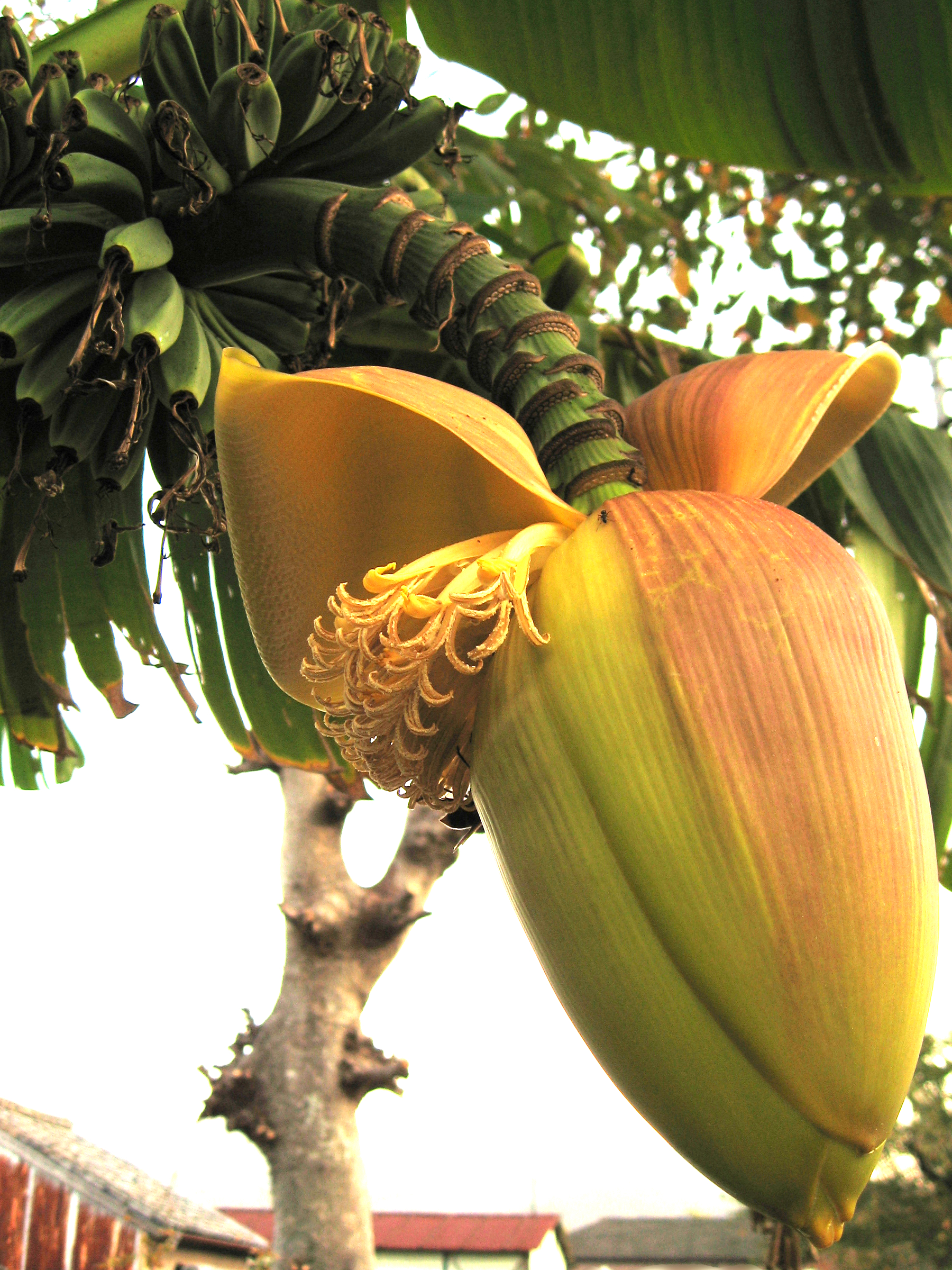
Blütenstand der Japanischen Faser-Banane

Die Japanische Faser-Banane (Musa basjoo), japanisch 芭蕉, bashō, ist eine in Ostasien heimische Pflanzenart aus der Gattung Bananen (Musa) in der Familie der Bananengewächse (Musaceae).

## Beschreibung
Die Japanische Faser-Banane wächst als immergrüne, ausdauernde krautige Pflanze und erreicht Wuchshöhen von 3 bis 4 Metern. Die Laubblätter bestehen aus Blattscheide, Blattstiel und Blattspreite. Die steifen Blattstiele sind bis 30 cm lang. Die einfache Blattspreite ist mit einer Länge von etwa 2 bis 3 Metern und einer Breite von 30 cm länglich.
Die Japanische Faser-Banane ist einhäusig getrenntgeschlechtig (monözisch), besitzt also eingeschlechtige Blüten, die jedoch zusammen auf den einzelnen Pflanzenexemplaren sitzen. Die Blütenstände sind hängend. Die Tragblätter sind rotbraun bis purpurfarben. Die männlichen Blüten stehen zweireihig zu je 10 bis 16.
Die Bananenfrucht, aus botanischer Sicht eine Beere, ist 5 bis 7 cm lang. Sie enthält zahlreiche schwarze Samen, die 6 bis 8 mm groß sind.
Die Chromosomenzahl beträgt 2n = 22.

## Verbreitung
Anders als der deutsche Name vermuten lässt, stammt Musa basjoo nicht aus Japan, sondern ist ursprünglich in China heimisch und wurde erst von Seefahrern nach Japan gebracht.
Es ist die winterhärteste aller Arten der Gattung Musa; in bevorzugten Lagen auf den Britischen Inseln gedeiht sie im Freien. Der nördlichste bekannte Freilandstandort liegt im Süden Schwedens.
Musa basjoo blüht auch begünstigten Lagen Mitteleuropas im Freiland, jedoch erst nach mehreren Jahren, milden Wintern und Schutz vor Winternässe. Früchte bildet die Art auch in Mitteleuropa aus, aber sie reifen wegen der zu kurzen Vegetationsperiode in der Regel nicht mehr aus. Nach der Ausbildung von Blüten bzw. Fruchtständen stirbt der jeweilige Stamm im Winter ab, das gesamte Rhizom überdauert in der Erde. Ausreichend winterharte Obstbananen gibt es bisher noch nicht.

## Systematik
Die Erstbeschreibung von Musa basjoo erfolgte 1830 durch Philipp Franz von Siebold in Verhandelingen van het Bataviaasch Genootschap van Kunsten en Wetenschappen, 12, S. 18. Das Artepitheton basjoo leitet sich vom japanischen Wort für die Pflanze, bashō bzw. in der Kunrei-Umschrift basyô, her. Synonyme für Musa basjoo Sieb. sind Musa japonica Thiéb. et Ketel. und Musa basjoo var. formosana (Warb.) S.S.Ying. Musa basjoo gehört zur Sektion Musa in der Gattung Musa.
Man kann drei Varietäten unterscheiden:   
- Musa basjoo var. basjoo: Sie kommt ursprünglich im südlichen China vor.[6]
- Musa basjoo var. lushanensis (J.L.Liu) Häkkinen: Sie kommt in Sichuan vor.[6]
- Musa basjoo var. luteola (J.L.Liu) Häkkinen: Sie kommt in Sichuan vor.[6]

## Zuchtformen
- „Nana“: Diese auch „Sakhalin“ genannte Zwergform ist winterhärter als die Wildform und wird nur etwa 3,5 Meter hoch. In den letzten Jahren ist sie eine immer beliebtere Gartenpflanze in Mitteleuropa geworden. Unter −3 °C erfrieren die Blätter; ein Frostschutz ist erforderlich. Die genaue Herkunft ist unklar.
- „Sapporo“: Kultivar, ähnlich „Sakhalin“, aus dem Norden Japans (benannt nach der gleichnamigen Stadt).[3]